# St John’s Apostolic Faith Mission
St John’s Apostolic Faith Mission är en av de större sionistkyrkorna i Sydafrika, bildad av Christina Nku.